# Admiralspalast (Zabrze)

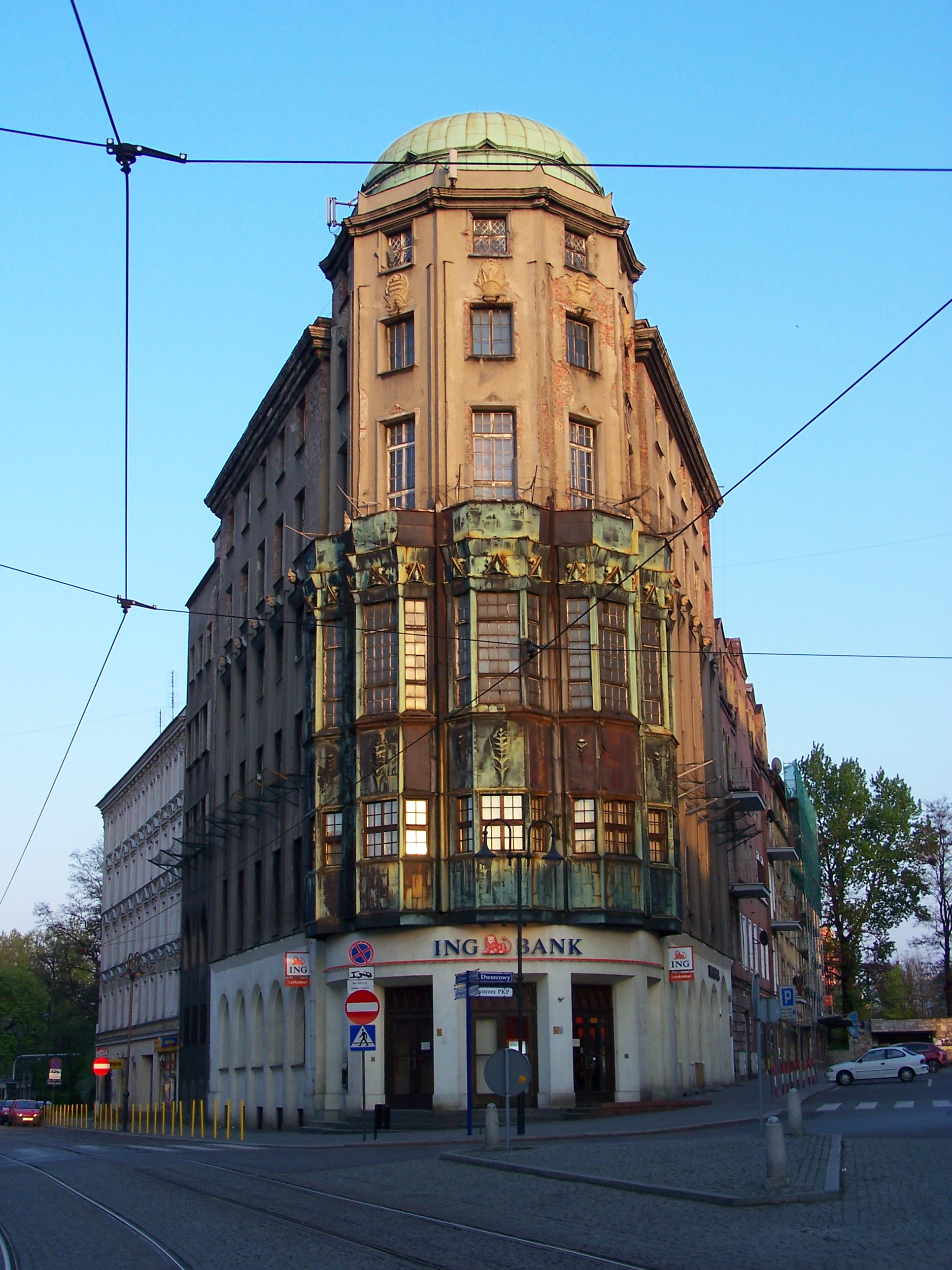
Admiralspalast

Der Admiralspalast in Zabrze (deutsch Hindenburg O.S.) ist ein modernes Gebäude aus den 1920er Jahren. Es befindet sich an der ul. Wolności (der früheren Kronprinzenstraße) und wurde als Hotel genutzt. 
Das Haus wurde nach Plänen der Berliner Architekten Richard Bielenberg und Josef Moser 1924–1927 errichtet. Während der Ausschachtungsarbeiten stellte sich heraus, dass sich unter dem Grundstück der Hauptschlüssel-Erbstollen befindet. Deshalb wurde das Gebäude auf einer 2,5 Meter dicken Fundamentplatte aus Eisenbeton gebaut.
Der Admiralspalast beherbergte verschiedene Gastronomiebetriebe: ein Hotel mit 50 Betten, ein Restaurant, ein Café, ein Bierlokal „Bayrisches Braustübl“ mit ca. 250 Plätzen und den – damals besonders modern und großstädtisch wirkenden – Dachgarten. Außerdem war in dem Bau auch ein Kabarett-Theater mit 450 Plätzen untergebracht.
Nach 1945 wurde das Hotel unter den Namen „Prezydent“, „Przodownik“ und „Monopol“ betrieben. In den 1990er Jahren wurde der Hotelbetrieb eingestellt. Nachdem das Gebäude lange Jahre in schlechtem Zustand war, wurde der Admiralspalast vor Kurzem renoviert. 
Das Gebäude steht auf einem spitzwinkligen Grundstück, die Ecke ist abgerundet und als charakteristische Hauptansicht des Baus betont. Die vertikale architektonische Gliederung dieses Fassadenabschnitts orientiert sich an der zeitgenössischen expressionistischen Architektur und wird von einer Kuppel mit 11 Metern Durchmesser bekrönt. Für die Beleuchtung des Gebäudes sorgten ursprünglich 1500 Lampen.